# دیتالاگر

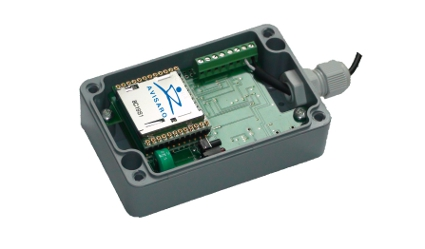
یک جعبهٔ دیتالاگر (Avisaro) برای ثبت فرایندها و داده‌های حسگری

ثبت‌کنندهٔ داده یا دیتالاگر یا داده بَردار (به انگلیسی: Data Logger) وسیله‌ای الکترونیکی است که داده‌هایی را که به وسیلهٔ حسگرهای تعبیه شده در دستگاه یا ابزار و حسگر خارجی تأمین می‌شوند را در طول زمان یا در رابطه با مکان ذخیره می‌کند. اکثر دیتالاگرها (اما نه همه آنها) بر پایه یک پردازنده دیجیتال (یا رایانه) طراحی و ساخته می‌شوند. آن‌ها عموماً کوچک و قابل حمل بوده و به وسیله باتری تغذیه می‌شوند به علاوه به یک ریزپردازنده مجهز بوده و دارای حافظه داخلی جهت ذخیره‌سازی داده و تعدادی حسگر می‌باشند.
برخی از دیتالاگرها به رایانه متصل می‌شوند و می‌توان با استفاده از نرم‌افزار آن‌ها را فعال کرده و داده‌های کنترل شده را مشاهده و تجزیه و تحلیل کرد، در حالی که بقیه دارای رابط محلی (مانند صفحه کلید و صفحه نمایش) بوده و می‌توانند از آن‌ها به صورت وسیله‌ای مستقل استفاده کرد.
دیتالاگرها انواع گوناگونی دارند، منجمله انواع عمومی که برای دامنه مصارف عادی استفاده می‌شود و همچنین دستگاه‌های خاص که برای اندازه‌گیری فقط در یک محیط یا کاربرد از پیش تعیین شده ساخته می‌شوند. متداول است که انواع هرکاره قابل برنامه‌ریزی باشند با این حال بسیاری از آن‌ها به صورت ماشین‌های ایستا و بدون پارامتر یا تعداد محدودی پارامتر قابل تغییر، باقی‌مانده‌اند. دیتالاگرهای الکترونیکی در بسیاری از کابردها جایگزین ضبط کننده‌های نمودار (Chart Recorders) شده‌اند.
یکی از اصلی‌ترین مزایای استفاده از دیتالاگرها قابلیت جمع‌آوری ۲۴ ساعته اطلاعات است. دیتالاگرها معمولاً به محض فعال سازی بدون مراقبت رها شده تا در طول دوره دیده‌بانی اندازه‌گیری نموده و اطلاعات را ذخیره کنند. این قابلیت اجازه می‌دهد تا تصویری جامع و دقیق از شرایط محیط تحت نظر مانند دمای هوا یا رطوبت بدست آید.
بسته به سطح تکنولوژی به کار رفته در برخی دیتالاگرهای سطح بالا یا با توجه به شرایط محیطی مختلفی که یک دیتالاگر باید عملیات داده برداری را در آنجا انجام بدهد، این دستگاه‌ها می‌توانند بسیار گران‌قیمت باشند. قیمت برخی دیتالاگرها در محدوده ۴۰۰$-۱۲۰۰۰$ است. هرچند انواع با کیفیت بالا به‌طور کلی چندین سال عمر می‌کنند.

## قالب‌های داده
استانداردسازی پروتکل‌ها و قالب‌های داده از گذشته مشکل بوده‌است اما امروزه این عمل در صنعت در حال رشد است. در بین قالب‌های ذخیره داده هر روزه بر مقبولیت XML و JSON و YAML برای تبادل اطلاعات افزوده می‌شود.

## پروتکل‌های ابزار دقیق
پروتکل‌های فراوانی استانداردسازی شده‌اند که یک پروتکل هوشمند را نیز شامل می‌شوند، SDI-12 این پروتکل اجازه می‌دهد تا برخی از وسایل ابزار دقیق به انواع دیتالاگرها متصل شوند. استفاده از این استاندارد به مقبولیت زیادی در خارج از صنعت محیط زیست دست نیافت. همچنین برخی از شرکت‌های فعال در این زمینه امروزه از استاندارد MODBUS پشتیبانی می‌کنند. این استاندارد که بر مبنای Canbus یا (ISO ۱۱۸۹۸) بنا شده‌است به صورت سنتی در زمینه کنترل صنعتی استفاده می‌شد که امروزه استفاده از آن بسیار بیشتر از گذشته شده‌است. برخی دیتالاگرها با استفاده از یک محیط برنامه‌نویسی قابل انعطاف خود را با انواع مختلفی از پروتکل‌های غیر استاندارد سازگار می‌کنند.

## کاربردها
کاربرد دیتالاگر شامل موارد زیر می‌شود:
- ذخیره در ایستگاه هواشناسی بدون مراقبت (مانند سرعت باد/ و جهت باد، دما، رطوبت نسبی، تشعشعات خورشیدی).
- ذخیره در ایستگاه‌های بدون مراقبت هیدروگرافی (مانند سطح آب، عمق آب، جریان آب، pH آب، رسانایی آب)
- ذخیره خودکار رطوبت خاک
- ذخیره خودگار فشار گاز
- شمارش ترافیک جاده
- اندازه‌گیری دما (رطوبت و…) مواد فاسد شدنی در حین انتقال محموله: Cold chain[۲]
- مانیتورینگ فرایند برای نگهداری و عیب‌یابی کاربردها

- تحقیقات حیات وحش

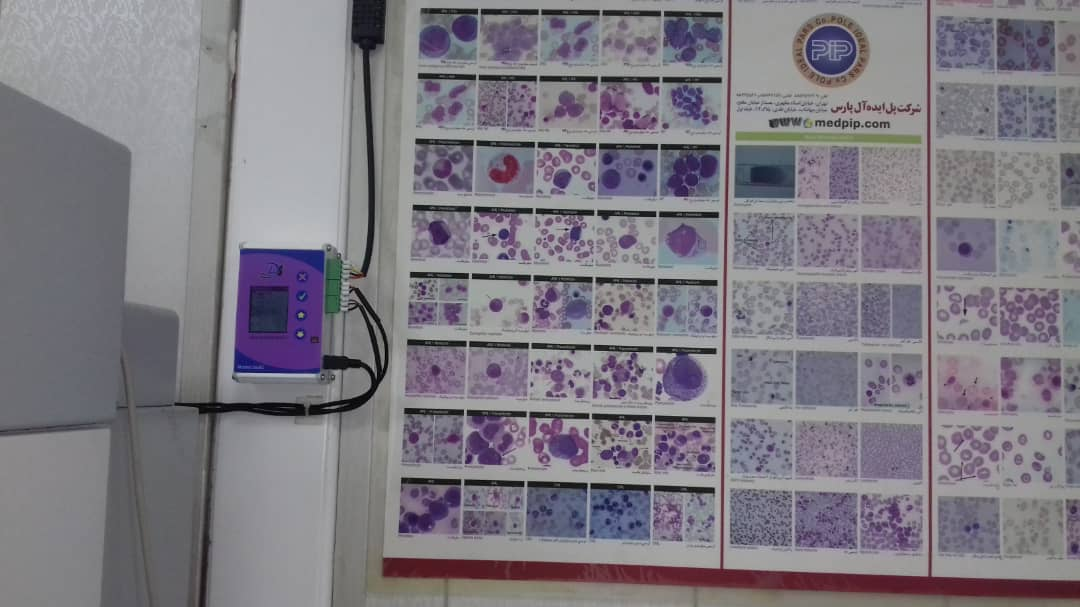
دستگاه دیتالاگر دما و رطوبت نصب شده در یک آزمایشگاه پزشکی

- اندازه‌گیری لرزش و شرایط حمل (ارتفاع سقوط) در توزیع.[۳]
- مانیتورینگ سطح مخزن
- مانیتورینگ محیط زیست
- آزمایش خودرو
- مانیتورینگ وضعیت رله در سیگنال دهی راه‌آهن
- ذخیره‌سازی 'نمودار بارگذاری الکتریکی' برای مدیریت مصرف انرژی.
- داده برداری از متغیرهای دما و فشار در طول خط لوله
- مانیتورینگ خطوط لوله نفت و گاز

بعضی از فرایند ها بگونه ای است که دیتالاگر یا ثبت کننده باید در فشار و دمای بالا قرار بگیرد بنابه شرایط تولید و تهیه مواد غذایی به عنوان مثال
کمپانی های سازنده تجهیزات اندازه گیری برای این نوع فرایند ها که نیاز زیادی به دیتالاگر دارند تا دما و فشار از حد تعیین شده عبور نکن دیتالاگر هایی کوچک و مقاومی در برابر فشار و دما طراحی و تولید کرده اند. به عنوان نمونه ثبت کننده فشار مخصوص مواد غذایی تستو TESTO HACCP 191-P1 یک مدل دیتالاگر معروف و کاربردی در صنایع غذایی است که بسیار کاربر دارد.
بدنه این دیتالاگر از فولاد ضد زنگ و پلاستیک مقاوم در برابر دما و فشار طراحی شده است. ابعاد آن کوچک است تا به راحتی درون ظروف یا جایگاه مخصوص به خود قرار گرفته و شروع به داده برداری در محیط مورد نظر کند.

## خصوصیات یک دیتالاگر
۱- تعداد کانالها: تعداد کانالها بیانگر تعداد سنسورها و مبدلهایی است که هم‌زمان قابل اتصال به دیتالاگر هستند.
۲- فرکانس نمونه برداری: این عدد نشان دهنده تعداد دفعاتی است که دیتالاگر داده‌های هر سنسور را خوانده و به کامپیوتر یا حافظه منتقل می‌کند. برای مثال وقتی گفته می‌شود یک دیتالاگر دارای فرکانس نمونه برداری ۳۰۰ هرتز است به این معنی است که در هر یک سیصدم ثانیه داده‌های بدست آمده از سنسورها به کامپیوتر منتقل می‌شود.
۳- نوع سنسورهای پشتیبانی کننده: معمولاً هر دیتالاگری سنسورها و مبدلهای خاصی را پشتیبانی می‌کند. مثلاً یک دیتالاگر ممکن است تنها قادر به پشتیبانی سنسورهای حرارتی RTD باشد ولی قادر به پشتیبانی ترموکوپلها نباشد.
معمولاً هر دیتالاگر مجهز به یک نرم‌افزار است که امکان اعمال تنظیمات آن و مشاهده نمودارهای بدست آمده از سنسورها را حین نمونه برداری ممکن می‌کند.
یک پارامتر اساسی در سیستم‌های دیتالاگر قابلیت ثبت اطلاعات برای مدت زمانی طولانی مثلاً چندین سال است. برای دست یابی به این هدف لازم است سیستم‌های دیتالاگر دارای رسانه‌های ذخیره‌سازی در حجم‌های بالا و مصرف انرژی بسیار کم باشند.

## منبع تغذیه دیتالاگر ها
اغلب دیتالاگرهای معمولی و رایج که ابعاد نسبتا کوچکی نیز دارند، با باتری کار میکنند. بیشتر آنها به خاطر مصرف توان پایین، می توانند ساعات زیادی را بدون اتصال به منبع تغذیه خارجی به خوبی کار کنند. 
با این وجود، اگر کاربرد شما به گونه ای است که نیاز به استفاده از دستگاه در مدت زمان پیوسته و طولانی دارید، بایستی حتما یک منبع تغذیه خارجی آماده داشته باشید. 
به همین دلیل دیتالاگرهای کوچک عمدتاً دارای ورودی DC هستند و مدلهای بزرگتر آنها، به ورودی AC نیز مجهز هستند.